# Helicotylenchus

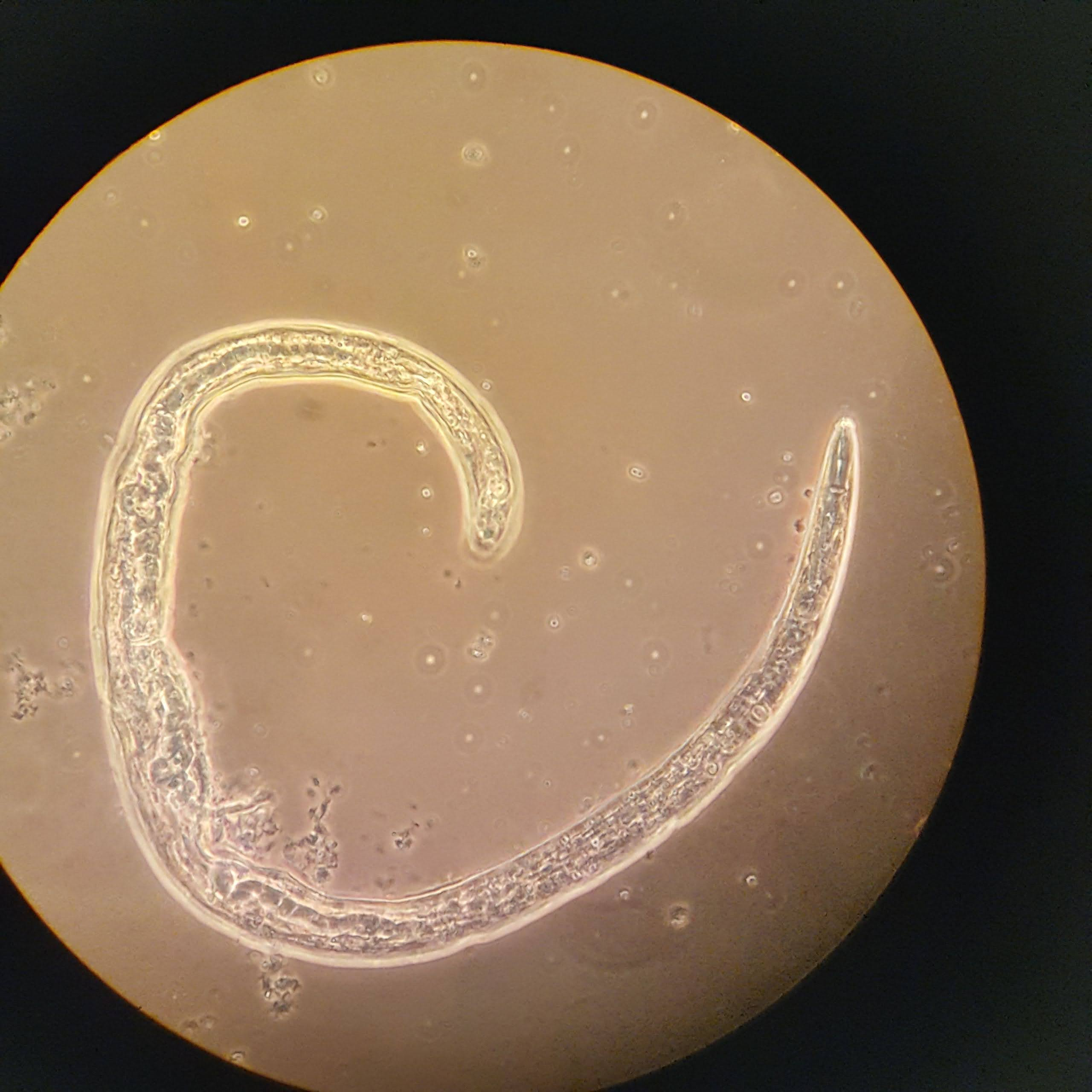
Mikroskopbild av Helicotylenchus.

Helicotylenchus är ett släkte av rundmaskar. Helicotylenchus ingår i familjen Hoplolaimidae.
Helicotylenchus är allmänt kända som spiralnematoder. Dessa nematoder återfinns över hela världen eftersom de kan leva och överleva i ett brett utbud av livsmiljöer. De är bland de vanligaste parasitära nematoderna på växter och återfinns i majs, bananer, gräs och sojabönor.

## Beskrivning
Honan är maskliknande och rak eller spiralformad. Hanen är liknande men har en mindre främre ände. Kroppen kan ta en spiralform efter döden, om inte under livet. Detta habitus mortis ger nematoderna deras gemensamma namn.

## Beteende
De flesta är ektoparasiter på växtroten. De för in sina styleter (nålaktig struktur) i rotepidermis för att få näring. Vissa arter lever halvt begravda i rotvävnaden, medan andra tränger in i roten och lever där. De lägger ägg på, runt eller inuti rötterna, och inom två eller tre dagar kläcks ungarna. Släktet återfinns på en mångfald av värdväxter. Hanar kan vara sällsynta, vilket tyder på att nematoden oftast förökar sig genom partenogenes.
De flesta arter är inte särskilt skadliga för växten. Nematoder i detta släkte har noterats vara allmänt förekommande i jordprover i Florida utan någon närliggande växtskada. Fyra arter av över 200 är kända som förstörande växtskadegörare som hämmar växttillväxten: H. dihystera, H. multicinctus, H. pseudorobustus och H. digonicus. Några andra är potentiella skadegörare.

## Påverkan
Växter som är infekterade av aggressiva arter kan bli förkrympta och gulnade, men oftast finns det inga synliga tecken på infestation i ovanjordsdelen. Ett undantag är parasitism av H. multicinctus, som kan orsaka tillräckligt med rotnekros så att den allvarligt försvagar växten. Denna art kan vara den mest ekonomiskt betydelsefulla och återfinns i grödor som bananer av Cavendish-gruppen. Andra arter har orsakat sporadisk skada på majs och kentucky bluegrass.

## Arter enligtCatalogue of Life[1].
- Helicotylenchus abuharazi
- Helicotylenchus abunaamai
- Helicotylenchus acunae
- Helicotylenchus acutucaudatus
- Helicotylenchus africanus
- Helicotylenchus agricola
- Helicotylenchus alinae
- Helicotylenchus amabilis
- Helicotylenchus amplius
- Helicotylenchus angularis
- Helicotylenchus anhelicus
- Helicotylenchus apiculus
- Helicotylenchus arachisi
- Helicotylenchus areolatus
- Helicotylenchus arliani
- Helicotylenchus asiaticus
- Helicotylenchus assamensis
- Helicotylenchus astriatus
- Helicotylenchus atlanticus
- Helicotylenchus attenuatus
- Helicotylenchus australis
- Helicotylenchus babikeri
- Helicotylenchus bajoriensis
- Helicotylenchus bambesae
- Helicotylenchus belli
- Helicotylenchus belurensis
- Helicotylenchus bifurcatus
- Helicotylenchus bihari
- Helicotylenchus brevicudatus
- Helicotylenchus caipora
- Helicotylenchus californicus
- Helicotylenchus canalis
- Helicotylenchus caroliniensis
- Helicotylenchus castanus
- Helicotylenchus caudatus
- Helicotylenchus cavenessi
- Helicotylenchus cedreus
- Helicotylenchus ciceri
- Helicotylenchus clarkei
- Helicotylenchus conicephalus
- Helicotylenchus conicus
- Helicotylenchus constrictus
- Helicotylenchus coomansi
- Helicotylenchus cornurus
- Helicotylenchus craigi
- Helicotylenchus crenacauda
- Helicotylenchus crotonni
- Helicotylenchus curvatus
- Helicotylenchus delanus
- Helicotylenchus densibullatus
- Helicotylenchus depressus
- Helicotylenchus digitatus
- Helicotylenchus digitiformis
- Helicotylenchus digitus
- Helicotylenchus digonicus
- Helicotylenchus dihystera
- Helicotylenchus discocephalus
- Helicotylenchus distinctus
- Helicotylenchus dolichodoryphorus
- Helicotylenchus dumicola
- Helicotylenchus egyptiensis
- Helicotylenchus elegans
- Helicotylenchus eletropicus
- Helicotylenchus erythrinae
- Helicotylenchus exallus
- Helicotylenchus fericulus
- Helicotylenchus flatus
- Helicotylenchus gerti
- Helicotylenchus girus
- Helicotylenchus goodi
- Helicotylenchus gratus
- Helicotylenchus gulabi
- Helicotylenchus hydrophilus
- Helicotylenchus impar
- Helicotylenchus imperialis
- Helicotylenchus indenticaudatus
- Helicotylenchus indicus
- Helicotylenchus insignis
- Helicotylenchus jasminni
- Helicotylenchus labiatus
- Helicotylenchus labiodiscinus
- Helicotylenchus leiocephalus
- Helicotylenchus lemoni
- Helicotylenchus limatus
- Helicotylenchus lobus
- Helicotylenchus longicaudatus
- Helicotylenchus macronatus
- Helicotylenchus macrostylus
- Helicotylenchus madhucus
- Helicotylenchus mangiferensis
- Helicotylenchus martini
- Helicotylenchus meloni
- Helicotylenchus microcephalus
- Helicotylenchus microdorus
- Helicotylenchus minzi
- Helicotylenchus morasii
- Helicotylenchus multicinctus
- Helicotylenchus mundus
- Helicotylenchus neoformis
- Helicotylenchus neopaxilli
- Helicotylenchus nigeriensis
- Helicotylenchus nitens
- Helicotylenchus
obliquus
- Helicotylenchus ocephalus
- Helicotylenchus oleae
- Helicotylenchus orthosomaticus
- Helicotylenchus parabelli
- Helicotylenchus paracanalis
- Helicotylenchus paraconcavus
- Helicotylenchus paragirus
- Helicotylenchus paraplatyurus
- Helicotylenchus parapteracercus
- Helicotylenchus pasohi
- Helicotylenchus paxilli
- Helicotylenchus persiaensis
- Helicotylenchus phalerus
- Helicotylenchus pisi
- Helicotylenchus planquettei
- Helicotylenchus plumariae
- Helicotylenchus pricei
- Helicotylenchus pseudorobustus
- Helicotylenchus pteracercus
- Helicotylenchus punicae
- Helicotylenchus raipurensis
- Helicotylenchus rajcolagri
- Helicotylenchus regularis
- Helicotylenchus retusus
- Helicotylenchus reversus
- Helicotylenchus rohtangus
- Helicotylenchus rotundicauda
- Helicotylenchus samorensis
- Helicotylenchus sandersae
- Helicotylenchus saxeus
- Helicotylenchus scoticus
- Helicotylenchus serenus
- Helicotylenchus seshadrii
- Helicotylenchus shakili
- Helicotylenchus sharafati
- Helicotylenchus siddiqii
- Helicotylenchus silvanicus
- Helicotylenchus spicaudatus
- Helicotylenchus spitsbergensis
- Helicotylenchus striatus
- Helicotylenchus stylocercus
- Helicotylenchus subterminalis
- Helicotylenchus tangericus
- Helicotylenchus teleductus
- Helicotylenchus thornei
- Helicotylenchus trapezoidicaudatus
- Helicotylenchus tropicus
- Helicotylenchus truncatus
- Helicotylenchus tumidicaudatus
- Helicotylenchus urobelus
- Helicotylenchus valecus
- Helicotylenchus variabilis
- Helicotylenchus varicaudatus
- Helicotylenchus ventroprojectus
- Helicotylenchus verecundus
- Helicotylenchus vindex
- Helicotylenchus vulgaris
- Helicotylenchus wajihi
- Helicotylenchus wasimi
- Helicotylenchus willmottae
- Helicotylenchus wilmae
- Helicotylenchus zeidani